# Dario Vizinger
Dario Vizinger (sinh 6 tháng 6 năm 1998) là một cầu thủ bóng đá Croatia thi đấu cho Celje ở vị trí tiền đạo.

## Sự nghiệp

### Varaždin
Vizinger ra mắt cho NK Varaždin ngày 24 tháng 8 năm 2014. Trong mùa giải 2014–15 của 3. HNL, anh ghi 6 bàn sau 12 lần ra sân.

### Rijeka
Vào tháng 7 năm 2015, Vizinger ký hợp đồng với HNK Rijeka ở 1. HNL. Trong mùa giải đầu tiên với câu lạc bộ, Vizinger chủ yếu đá cho Rijeka II ở 3. HNL, ghi 7 bàn thắng. Ngày 7 tháng 5 năm 2016, anh ra mắt chính thức ở đội một, khi thay người vào sân trong trận hòa sân khách trước NK Osijek ở vòng 35 1. HNL.